# Mesochorus novateutoniae
Mesochorus novateutoniae là một loài tò vò trong họ Ichneumonidae.